# Marco Engelhardt
Marco Engelhardt (Bad Langensalza, 2 december 1980) is een Duitse voetballer (middenvelder) die sinds 19 december 2008 voor de Duitse eersteklasser Karlsruher SC uitkomt. Voordien speelde hij onder andere voor 1. FC Nürnberg en FC Kaiserslautern. In 2007 won hij met Nürnberg de Duitse beker.
Engelehardt speelde sinds 2004 drie interlands voor de Duitse nationale ploeg. Hij debuteerde op 16 december 2004 tegen Japan.

## Carrière
- 1986-1994: FSV Preußen Bad Langensalza (jeugd)
- 1994-1999: FC Rot-Weiß Erfurt (jeugd)
- 1999-2001: FC Rot-Weiß Erfurt
- 2001-2004: Karlsruher SC
- 2004-2006: FC Kaiserslautern
- 2006-2008: 1. FC Nürnberg
- 2008- nu: Karlsruher SC